# Елезовићи
Елез(овић)и су старо српско братство из Старе Херцеговине чија је постојбина село Вилуси у општини Никшић у данашњој Црној Гори. Предање каже да им је родоначелник био бан Елез који је живео на Грахову и у традицији се сачувало неколико стихова из песме која је о њему постојала. „У Елеза влаха богатога Више у њега сира и млијека но у море воде и пијеска.“ или друга варијанта  „У Елеза влаха богатога од млијека потекла ријека а од сира метеризе гради.“

## Порекло
Елези су живели на Вилусима, одакле су се бавили трговином, што сведочи и њихова крсна слава Свети апостол и јеванђелист Матеј, који се сматра заштитником цариника. Припадали су племену Риђана, односно Нахији Риђани према турској административној подели. Вилуси су били важно место где су се укрштали каравански путеви на путу ка унутрашњости Балкана, из Дубровника, Боке и Херцеговине, где се трговало. Ту је била у средњем веку установљена царина а један део Вилуса се и данас зове Царине. Лети су Елези изгонили стоку на Волујак, где им је од давнина била планина.  Подигли су на Вилусима цркву Светог апостола и јеванђелисте Матеја. Кнез Драган Елез помиње се 1614. године као потписник писма у којем се представници српских племена у Рисну обраћају Карлу Емануелу I Савојском, ради борбе за ослобођење од Турака.  Извесно је да је реч о родоначелнику Драганића. Светозар Томић је забележио: „Од Елезовића су Драганићи у Петровићима, тако назвати по неком Драгану.“
Елезовићи су били међу оним братствима које је Венеција у Морејском рату (1684-1699), крајем XVII века населила на пусто Грахово. Провидур Венеције за ове крајеве - Ђироламо Корнер, наговорио је племена Дробњаке, Бањане и Риђане да населе Граховско поље које је у том моменту било под влашћу Венеције. Та племена су пре насељавања Граховског поља заједно са Млечанима разбила Турке у неколико битака.  Елезовићи су живели у Челинама на Граховском пољу. Њихов посед је био и заселак Елезов до који се налази 4 км североисточно од Грахова. Како је пројекат насељавања Граховског поља углавном пропао, Елезовићи су се после Карловачког мира 1699. године под притиском Турака раселили. Већи део је отишао према Волујаку у село Изгори, где је Елезовићима од давнина била планина, где су лети издизали са стоком; део се вратио на старевину, петнаестак километара од Грахова на Вилусе.
У XVIII веку се у изворима помиње трговац Петар Елезовић.

### Елези калиновачког Загорја, Фоче и осталих места
Захваљујући миграцијама и сплету различитих друштвено-историјских и демографских околности, Елези који су се почетком 18. века покренули према севернијим подручјима старе и источне Херцеговине, по бројности далеко су надмашили своје рођаке и братственике Елезовиће из матице у Бањанима, Грахову и Вилусима.

### Сеобе Елеза са почетка 18. века
Највећи део Елеза населио је подручја општина Калиновик (Сијерча, Крбљине, Борија, Шивољи, Обаљ, Катуништа, Мушићи, Добро Поље итд.) и Фоча (Миљевина, Пољице, Борјанице, Јамићи). Идући мало даље према северу, Елеза има у селу Требечај код Трнова. На Романији, Елези су се настанили у селу Павичићи на Гласиначком пољу. На подручју Сарајевско-романијске регије, присутни су и Плакаловићи са матицом на Биоску изнад Сарајева (данашња општина Источни стари град у Републици Српској). Плакаловићи према предању воде порекло од Елеза, славе као и они Светога апостола и јеванђелиста Матеја (29. новембра). Од ових Плакаловића је познати српски гуслар Коста Плакаловић. На подручју Сарајевско-романијске регије и источне Херцеговине има и Драганића, који деле заједничко  порекло са Елезима и славе исту славу.
Матица Елеза калиновачког Загорја била су село Сијерча, а одатле су се даље раселили у друга села тог продручја. Драган Жарко-Елез прикупљајући податке за породично стабло Елеза, откриво је следеће податке: „Са Вилуса се део породице Елез преселио у Изгори (Гацко), одакле се једни селе у Челебиће, други у Говзу (Фочу).”
Топоним Елезова бара испод Руњавог брда (1525) на Зеленгори, у изворишном делу реке Говзе, указује на боравиште Елеза, где су имали колибе и изгонили стоку.
Читав атар садашњег села Сијерча био је у власништву беговске породице Сијерчићи. Вероватно је зато тај атар по доласку аустроугарске власти постао катастарска општина (к.о.). Сијерчићи воде порекло од средњовековне српске властелинске породице Лучић. Историчар Васо Чубриловић пише да су бегови Сијерчићи пореклом од старе властеле. Долазак Елеза у Сијерчу везан је за 1735. годину, за битку између Турака и Руса, када је Сава Владисављевић поразио турску војску. У тој бици гине 7 бегова Сијерчића. Из Говзе (Фоча) удовице погинулих бегова досељавају Елезе у Сијерчу да им обрађују земљу и да их штите. Вероватно су бегови Сијерчићи имали тимар у Говзи, а по причи мештана, да су пре одласка у рат обећали тапију на земљу Елезима, да у Сијерчу, ако се не врате из рата, обрађују земљу и штите им фамилије. Прича да су добили власништво на земљу, вероватно, није тачна пошто су по попису 1885. године сви становници у Сијерчи били кметови, није било слободних сељака. Тапија се вероватно односила на коришћење земљишта или на неке друге погодности при откупу земљишта.
Елези рачунају да су се 1735. населили у Сијерчу, да су дошли из Говзе, да је њихов родоначелник Сава и да од његових синова Јова и Крста воде сви остали Елези у Сијерчи и они у расејању. Крстов Ђуро се насељева прво на Катуниште па на Крбљине, док се Милован Крстов за аустроугарске владавине сели на Крбљине. Бојо Ђуков се населио на Катуништа. Наводе се само они који су се населили на Загорју.
Елези доводе у Сијерчу рођаке по женској линији Тепавчевиће из Казанаца. Породица Тепавчевић се касније насељава по Загорју. Одлазе у Виховиће, Јажиће, Шивоље и Калиновик.

### Елезовићи у Бањанима
Елезовићи који су остали да живе на Вилусима поново су се раселили због турског зулума почетком XIX века. Учествовали су у Опсади Дубровника коју су провели Руси, Црногорци, Херцеговци и Бокељи 1806. године. Након тога, после неуспелог напада на Клобук 1807. године од стране Руса и устаника, Турци су за одмазду попалили околна села, међу којима и Вилусе. Један део Елезовића је страдао у тој похари а они што су преживели, морали су се селити. Андрија је са породицом прешао у Бањане у Велимље. Аге Шеховићи (беговска породица из Корјенића која је била власник све земље у Бањанима), су му дали (према предању и запису Андрије Лубурића), да се насели у Велимљу у Подљути.   Добио је вероватно једно од најлепших имања у Бањанима. Од Андрије, његових синова Милоша и Васка су Елезовићи у Бањанима.
Како се приближавао крај турске владавине, Елезовићи су купили имања од никшићких Турака у Горњој Церовици (источно од Велимља), где је било повољно за бављење сточарством, тада основним занимањем. О томе су до Другог светског рата биле сачуване тапије. Тако да су наставили да живе у Велимљу и Церовици.
Неколико Елезовића је 1807. године отишло у Гатачки крај, где су се њихови рођаци населили век раније. Половином XIX века Стеван Радов, који је био дечак убио је Турчина на Божић пред кућом у Гацку, због тога што му је оскрнавио бадњаке. Стога су морали да беже из Гацка и отишли су код рођака у Бањане. Недуго после тога је Стеван ухваћен од стране турских власти и затворен је у тамницу у Мостару али је успео да побегне. Стеван Радов је био носилац неког црногорског одликовања, претпоставља се Даниловог крста.
Елезовића је почетком XX века било пет кућа у Бањанима (4 у Горњој Церовици и 1 под Заљутом), како је забeлежио Светозар Томић.  Елезовићи из Бањана су учествовали у свим ослободилачким ратовима током 19. века. Учествовали су у Балканским ратовима и Првом светском рату. За исказану храброст у Првом балканском рату Петар Симов је одликован златном Обилића медаљом. Сава Станишин је учествовао у Мојковачкој бици 1916. године. Томо Станишин је у току Првог светског рата био затворен у Тузима где се од мучења смртно разболео. Аким Божов је био затворен на острву Мамула у Боки до завршетка рата.
У Другом светском рату Елезовићи из Бањана су били антифашисти и више њих је учествовало у борби за ослобођење у јединицама НОВЈ. Ристо Јаковов је погинуо у борбама на Борчу 1942. године а одликован је Партизанском споменицом. У рату су се истакли још Илија Лазарев, Радован Крстов, Мирко Аћимов, Душан Лазарев, Миливоје Аћимов, Данило Јевтов, Јован Акимов и други.
Синови Јула Милошевог из Церовице настанили су се у Херцег Новом а део је прешао у Дубровник почетком 20. века.  Двадесетих година 20. века Јевто Јулов је отишао у Метохију где се населио у Брековцу код Ђаковице добивши насељеничку земљу.
Од Елезовића из Бањана су у Америку почетком 20. века отишли на рад: Лазар Божов, Ремо Стеванов, Глигор Симов, Крсто Акимов, Томо Станишин, Јаков Ђуричин, Миле Стеванов. Крсто, Томо, Јаков и Миле су се вратили.
Крсто Акимов (Велимље 1886- Београд 1956), дошао је као добровољац из Америке на Солунски фронт 1917. године. У пробоју Солунског фронта и ослобођењу Србије показао је изузетну храброст. Одликован је Карађорђевом звездом са мачевима, двема златним Обилића медаљама, Орденом белог орла и низом других домаћих и иностраних одликовања. Рањаван је и лечио се у Бизерти.
Синови Акима Божова добили су добровољачку земљу у Банату, где су се преселили после Првог светског рата.
Данас је Елезовићима из Бањана крсна слава Аранђеловдан а прислуга Матијевдан. Зна се да им је раније била крсна слава Матијевдан, па су због неког догађаја окренули. Никакве разлике између славе и преславе није било, оба празника су увек једнако прослављали.

### Страдање Елеза под комунизмом
Када се говори о Елезима фочанског и калиновачког краја, не може а да се не спомене њихово велико страдање од стране Титовог, југословенског комунистичког режима. Током Другог светског рата, Елези фочанског и калиновачког краја масовно су се прикључили четничким јединицама Југословенске војске у отаџбини. Велики број њих погинуо је током рата у сукобима са различитим партизанским бригадама и одредима, а део њих на бруталан начин ликвидиран је од стране припаднике ОЗН-е након 1945. и тзв. ослобођења или боље речено доласка на власт југо-комуниста. Фактографске податке о учешћу и страдању Елеза у јединицама ЈВУО могуће је пронаћи у књизи Југословенска војска у отаџбини, Калиновачка војночетничка бригада, аутора Здравка Павловића.
Учешће у ЈВУО и снажан анти-комунистички сентимент направиле су од Елеза својеврсне „непријатеље режима“ и партијско-политички неподобне људе, који су за време Титове Југославије тешко могли напредовати у служби, а поготово то нису могли по питању одређених руководећих позиција у друштву, иако се само братство Елеза увек могло похвалити великим бројем високообразованих и стручних људи, највише из техничких и инжињерских наука, а онда доктора медицине, професора и других високообразованих кадрова. Крајеви одакле су долазили Елези су циљано економски уништавани и пасивизирани од стране тадашњег режима, што је иницирало даље сеобе и расељавања братства.

### Елезовићи из Чапљине
Након прогона са Вилуса 1807. године, један од Елезовића се одселио у Чапљину на Неретви. Претпоставља се да су се бавили трговином те да су у Чапљини имали контакте и да су се тамо населили. Такође, извесно је да је Елезовић који је одселио у Чапљину био брат или најближи рођак Андрији Елезовићу који је одселио у Велимље. Одувиек су живели у вароши Чапљини. У току Другог светског рата од стране усташа убијени су 1941. године: Елезовић (Јован) Мирко, рођен 1896, убијен у Чапљини. Елезовић (Марко) Ристо, рођен 1880, и Елезовић (Ристо) Манојло, рођен 1914, убијени у Опузену.  Страдали су и Елезовић (Васо) Тодор и Елезовић (Васо) Богдан.  Крсна слава Елезовића из Чапљине је Матијевдан.
Постоји предање према којем су преци Елез(овић)а пореклом са Косова, одакле су се повлачили пред турском најездом и стигли у Стару Херцеговину.

### Елезовићи из Вучитрна
Елезовићи су староседеоци у Вучитрну, нико не зна да су однекуд дошли. Од њих је познати српски оријенталиста Глигорије Глиша Елезовић. Он је записао да су Елезовићи у Вучитрну крајем 19. века имали задругаре и просте ратаре који су се бавили искључиво земљорадњом. Он је према томе претпостављао да су у варош Вучитрн досељени негде са села. Елезовићи су се у Вучитрну бавили грнчарством, земљорадњом и трговином. Младен Елезовић је половином 19. века био учитељ у Вучитрну. Након њега је у Вучитрну био учитељ Јеротије Елезовић.  Крсна слава Елезовића из Вучитрна је Ђурђиц. Сви Елезовићи су 1999. године протерани из Вучитрна, града у коме су вековима живели.

### ДНК и генетско порекло Елеза
Захваљујући напретку генетичке генеалогије као дисциплине може да се сазна генетско пориекло братства Елез(овић)а. По линији директног мушког претка (отац, његов отац, отац његовог оца итд. па све у прошлост) која се наслеђује ипсилон хромозомом (Y-DNA), на основу тестирања спроведених од стране Српског ДНК пројекта, мушких појединаца из породица Елез, Елезовић и Драганић, предање о заједничком пореклу се потврдило као тачно и испоставило се да сви они потичу од заједничког мушког претка, што ће „генетски“ рећи да припадају „балто-словенској“ хаплогрупи R1a, тј. њеним подгранама R1a-Z280-YP4278.
Тестирањем Срба са Косова и Метохија, чији резултати још нису јавни (та студија тек треба да буде објављена) незванично се сазнало да Елезовићи из Вучитрна са Косова нису иста хаплогрупа као Елези, Елезовићи и Драганићи из (старе) Херцеговине. Овај незванични резултат, бар са генетског аспекта, обара тезу о даљем пореклу (старо)херцеговачких Елеза и Елезовића са Косова.
Резултати и истраживања Српског ДНК пројекта, имајући у виду број генетских сродника и поклапања, старост, распрострањеност и присуство R1a-Z280-YP4278 у Херцеговини, више упућују на тезу да су Елез(овић)и у Херцеговини веома дуго (претпоставка је последњих 1000 година), а како су несумњиво „словенске генетике“ претпоставка је су били део неког првобитног словенског становништва које се на те просторе доселило из прапостојбине Словена. С обзиром на хаплогрупу којој припадају и која је словенска, увидом у међународне базе тестираних може се видети да Елез(овић)и имају даље генетске сроднике и међу осталим словенским народима. Имајући у виду миграције кретања, историјске чињенице, антрополошке студије и генетику, може се изнети хипотеза да је подручје даљег порекла Елез(овић)а, тј. њихових предака, простор данашње западне Украјине. Са тих простора, прапостојбине Словена, су се њихови генетски преци доселили у Херцеговину. Да ли су се генетски преци Елеза одатле директно доселили у Херцеговину, или су прво населили неке друге српске крајеве, па из њих касније дошли у Херцеговину, тек треба да се утврди даљим истраживањима.
Хаплогрупа  R1a, а којој припада и братство Елез(овић)а једна је од 2-3 најзначајније хаплогрупе у етногенези данашњих Срба (уз у прапостојбини „словенизирану“ I2a и „балканску, старосједилачку“ Е-v13). Према различитим студијама, регијама и узорцима, проценат R1a код Срба се креће између 15-20%, док највеће проценте ова хаплогрупа достиже код западних и источних Словена: Пољака (57-58%), Руса, Бјелоруса, Украјинаца (45-50%).  Ако идемо даље у прошлост , за припаднике ове хаплогрупе везује се настанак и ширење „индо-европских језика“, посебно „балто-словенске“ и „индо-иранске“ гране.